# پسر وفادار (فیلم ۲۰۱۰)
پسر وفادار (به تامیلی: Uthamaputhiran) و پسر ایده‌آل(به انگلیسی:  Ideal Son) فیلمی هندی محصول سال ۲۰۱۰ و به کارگردانی میتران جواهر است. در این فیلم بازیگرانی همچون دنوش، جنلیا دی‌سوزا، اشیش ویدیارتی، چاروهاسان، آمبیکا، راجیالکشمی، رکا هریس و شریا سارن ایفای نقش کرده‌اند.
این فیلم بازسازی فیلم آماده است.